# Proyart
Proyart is een gemeente in het Franse departement Somme (regio Hauts-de-France) en telt 522 inwoners (1999). De plaats maakt deel uit van het arrondissement Péronne.

## Geografie
De oppervlakte van Proyart bedraagt 9,9 km², de bevolkingsdichtheid is 52,7 inwoners per km².
De onderstaande kaart toont de ligging van Proyart met de belangrijkste infrastructuur en aangrenzende gemeenten.

## Demografie
Onderstaande figuur toont het verloop van het inwonertal (bron: INSEE-tellingen).